# Ludovico Maria Torriggiani
Luigi Torrigiani (Florença, 18 de outubro de 1697 - Roma, 6 de janeiro de 1777) foi um cardeal italiano.

## Biografia
Nascido em Florença em 18 de outubro de 1697, Ludovico Maria Torriggiani era filho do marquês Giovanni Francesco Torriggiani e de sua esposa, Teresa del Nero. Ele foi o último membro de sua família que tinha parentesco com o Papa Leão XI.
Admitido na Pontifícia Academia dos Nobres Eclesiásticos em 1716, foi nomeado Referendário do Tribunal da Assinatura Apostólica em 4 de setembro de 1721 e depois Governador de Rieti de 23 de setembro de 1721 a outubro do ano seguinte. Governador da cidade de Castello de 17 de agosto de 1722 até março de 1728, tornou-se relator da Sagrada Congregação da Sagrada Consulta a partir de março daquele ano.
Prelado da Sagrada Congregação para a Imunidade, foi enviado a Perugia como comissário geral para as provisões das tropas espanholas que atravessavam a Itália de fevereiro a novembro de 1734. Secretário da Congregação para o Comércio de Antona em 1735, foi também encarregado de elaborar as contas das despesas das legações de Ravena e Ferrara a partir de outubro de 1736. Secretário da Sagrada Congregação para a Imunidade desde abril de 1737, tornou-se Secretário da Sagrada Congregação da Sagrada Consulta desde setembro de 1743 e nomeado Protonotário Apostólico Supernumerário desde junho de 1746.
Criado cardeal-diácono no consistório de 26 de novembro de 1753, em 10 de dezembro do mesmo ano recebeu o barrete cardinalício e a diaconia dos Santos Cosme e Damiano. Em 22 de abril de 1754, ele optou pela diaconia dos Santos Vito e Modesto, recebendo ordens menores em 1º de junho daquele ano e o subdiaconato no dia seguinte. Participou do conclave de 1758 onde foi eleito o Papa Clemente XIII. Nomeado pelo novo Papa como Secretário de Estado em 8 de outubro de 1758, permaneceu no cargo até 2 de fevereiro de 1769 e, entretanto, em 22 de abril de 1765, optou pela diaconia de Sant'Agata alla Suburra. Ele participou do conclave de 1769, onde o Papa Clemente XIV foi eleito, e novamente no de 1774-1775, onde Pio VI foi eleito. Secretário da Sagrada Consulta da Inquisição Romana e Universal desde 22 de fevereiro de 1775, permaneceu no cargo até sua morte.
Quando seus dois irmãos mais velhos morreram sem deixar herdeiros, ele se tornou marquês e surgiu a questão de como transmitir o título recente, obtido graças à pressão de Luís sobre Clemente XIII (1768), em crise após apenas duas gerações.
Foi o próprio cardeal que decidiu o que fazer, deixando em seu testamento os bens da família e o título ao segundo filho de sua sobrinha, Teresa Maria Torrigiani, casada com Giovanbattista Guadagni, desde que renunciasse ao sobrenome paterno e adotasse o da mãe: e foi assim que Pietro Guadagni se tornou o riquíssimo Marquês Pietro Torrigiani. Suas propriedades incluíam terrenos e edifícios em toda a Toscana, fazendas, seis vilas (Panna, Galliano, Castelfiorentino, San Martino alla Palma, Quinto Alto e Camigliano) e três palácios em Florença (Palazzo Bartolini Torrigiani, o Cassino na via del Campuccio e Palazzo Torrigiani na via Romana) além de imóveis, riqueza monetária e renda.
Em 6 de janeiro de 1777, ele morreu em Roma e seu corpo foi exposto ao público e depois enterrado na igreja de San Giovanni dei Fiorentini, em Roma, no túmulo que ele mesmo havia encomendado para si.

## Link Externo
- Salvador Miranda. «Torrigiani, Luigi Maria». fiu.edu – The Cardinals of the Holy Roman Church (em inglês). Universidade Internacional da Flórida. Consultado em 7 de dezembro de 2018
- Cheney, David M. «Luigi Maria Torreggiani» (em inglês). Catholic-Hierarchy.org
- Eintrag im REQUIEM-Projekt